# Gà Redbro
Gà Redbro là giống gà công nghiệp chuyên thịt nằm trong bộ giống gà Hubbard Isa của Cộng hoà Pháp. Đây là giống gà có ưu điểm tốc độ sinh trưởng nhanh, khả năng cho thịt cao phát triển ở hầu hết các nước trên thế giới. Giống gà này được Nhà nước Việt Nam công nhận là giống vật nuôi nhập ngoại được phép sản xuất, kinh doanh, lưu hành tại Việt Nam chúng còn một giống gà lông màu được Nhà nước nghiên cứu phục vụ cho việc phát triển đàn gà tại miền Trung Việt Nam. 

## Đặc điểm
Gà Redbro có đặc điểm lông màu nâu,da và chân màu vàng, thân hình chắc khoẻ, cân đối. Trống A khối lượng cơ thể lúc 38-40 tuần tuổi đạt 4,3-4,5 kg, mái D năng suất sinh sản đến 64 tuần tuổi đạt 174 quả/mái, gà thương phẩm nuôi lúc 63 ngày tuổi đạt 2585g/con. 
Đàn gà ông bà Gà ông bà Redbro trưởng thành con trống lông màu cánh dán, con mái lông màu nâu nhạt, chân, da, mỏ màu vàng.
Tỷ lệ nuôi sống qua các giai đoạn gà con, dò, hậu bị đạt 97,14 – 98,72 %. Đàn gà gà bố mẹ ngoại hình đồng nhất so với thế hệ ông bà, con trống có lông màu nâu sẫm, con mái màu nâu nhạt, chân, da, mỏ đều có màu vàng. Tỷ lệ nuôi sống giai đoạn (0 – 20 tuần tuổi) đạt 97,33 - 98,63%.Tỷ lệ đẻ trung bình đến 64 tuần tuổi của mái CD là 61,41%, năng suất trứng/mái/64 tuần tuổi đạt 175,07 quả. Tiêu tốn thức ăn/10 trứng là 2,51 kg. Tỷ lệ trứng có phôi của là 97,63%. Tỷ lệ gà loại I/tổng trứng ấp là 86,84%. Số gà con loại I/mái là 142,10 con.
Trên đàn gà thương phẩm nuôi thịt thì tỷ lệ nuôi sống đến 9 tuần tuổi đạt 96%. Khối lượng cơ thể đạt 2533,13g/con. Tiêu tốn thức ăn/kg tăng khối lượng cơ thể là 2,28 kg. Tỷ lệ thân thịt trung bình đạt 70,85%; tỷ lệ thịt (đùi + thịt ngực): 40,77%; tỷ lệ mỡ bụng: 2,25%. Tỷ lệ protein thịt ngực: 23,61%; tỷ lệ lipid: 0,73%. Số kg thịt hơi/mái sinh sản/64 tuần tuổi đạt 346 kg. Trên đàn gà thương phẩm nuôi ngoài sản xuất Đến 9 tuần tuổi tỷ lệ nuôi sống 95,83 – 96%. Khối lượng cơ thể: 2517 – 2524g/con. Tiêu tốn thức ăn/kg tăng khối lượng cơ thể: 2,35 – 2,36 kg. 

## Cho thịt
Gà Redbro thương phẩm (ABCD) có chỉ số sản xuất cao nhất ở 8 tuần tuổi: 186,69 và giảm dần ở 9 tuần tuổi chỉ còn 168,93. Giết mổ ở thời điểm 8 tuần tuổi là cho hiệu quả kinh tế nhất. Thịt đùi và thịt ngực là phần thịt chủ yếu và chất lượng nhất của gia cầm nói chung và gà nói riêng. Đối với gà thịt broiler hướng thịt thường tỷ lệ thịt ngực cao hơn tỷ lệ thịt đùi, đối với các giống gia cầm kiêm dụng nói chung thì tỷ lệ thịt ngực thấp hơn tỷ lệ thịt đùi.
Thịt gà Redbro thương phẩm (ABCD) nuôi thịt có hàm lượng protein thịt ngực trung bình là 23,61%. Hàm lượng protein thịt đùi trung bình là 21,48%, cao hơn so với gà Ri 12 tuần tuổi trung bình hàm lượng protein thịt ngực và thịt đùi (21,45%), Mỡ thô ở thịt ngực trung bình là 0,73%,. Mỡ thô ở thịt đùi trung bình là1,59%. Tỷ lệ khoáng tổng số ở thịt ngực trung bình là 1,42%, ở thịt đùi 1,35%, trung bình là 1,38%, tương đương của gà Ri (1,37%). Thành phần hoá học của thịt phản ánh phẩm chất, chất lượng và hương vị thịt. Mỗi giống khác nhau thành phần hoá học của thịt cũng khác nhau, do đó độ ngon của thịt cũng khác nhau. 

## Chế độ ăn
Lượng thức ăn thu nhận của gà Redbro thương phẩm (ABCD) tăng dần qua các tuần tuổi. Cụ thể lượng thức ăn thu nhận tuần thứ nhất là 16,86g/con/ngày, đến tuần thứ 6 là 104,17g/con/ngày và kết thúc ở tuần thứ 9 là 154,76 g/con/ngày. Hiệu quả sử dụng thức ăn của gà Redbro thương phẩm (ABCD) giảm dần qua các tuần tuổi và qua các giai 91 đoạn tuổi, điều này có nghĩa là tiêu tốn thức ăn cho 1 kg tăng trọng tăng dần theo các tuần tuổi. Gà Redbro thương phẩm (ABCD) tiêu tốn thức ăn cho 1 kg tăng trọng ở 1 tuần tuổi là 1,39 kg; đến 5 tuần tuổi là 1,78 kg; và ở 9 tuần tuổi là 2,28 kg. Khi gà càng lớn lên thì hiệu quả sử dụng thức ăn càng kém đi và đến thời điểm nhất định nào đó hiệu quả sử dụng thức ăn trở lên rất kém. 